# Giżycko (gmina)
Giżycko est une gmina rurale du powiat de Giżycko, Varmie-Mazurie, dans le nord de la Pologne. Son siège est la ville de Giżycko, bien qu'elle ne fasse pas partie du territoire de la gmina.
La gmina couvre une superficie de 289,76 km2 pour une population de 7 671 habitants.

## Géographie
La gmina est bordée par la ville de Giżycko et les gminy de Kętrzyn, Kruklanki, Miłki, Pozezdrze, Ryn, Węgorzewo et Wydminy.
La gmina contient les villages d'Antonowo, Bogacko, Bogaczewo, Bystry, Doba, Dziewiszewo, Fuleda, Gajewo, Gorazdowo, Grajwo, Guty, Kalinowo, Kamionki, Kąp, Kozin, Kożuchy Małe, Kożuchy Wielkie, Kruklin, Nowe Sołdany, Pieczonki, Piękna Góra, Pierkunowo, Sołdany, Spytkowo, Sterławki Małe, Sterławki Średnie, Strzelce, Sulimy, Świdry, Szczybały Giżyckie, Upałty, Upałty Małe, Wilkaski, Wilkasy, Wola Bogaczkowska, Wronka, Wrony, Wrony Nowe et Zielony Gaj.